# Província de Şırnak
Şırnak (kurd Şirnex) és una província de Turquia en el límit amb l'Iraq i Síria. La capital s'anomena també Şirnak. La província limita al nord amb Siirt i Van, a l'est amb Hakkari i a l'oest amb Mardin.
Şırnak és la província més calorosa de Turquia; s'han arribat a mesurar valors de l'ordre de 50 °C. El lloc més calorós de Turquia es troba també aquí: a Cizre s'han mesurat valors de gairebé 60 °C.
Els rius importants són el Tigris, el Hezil, el Çağlayan i el Kızılsu. El Kızılsu, Hezil i Habur desemboquen al Tigris. Les muntanyes més importants són el Cudi amb 2089 m, el Gabar, el Namaz i l'Altın.

## Població
El nombre total d'habitants, el 2009, era de 430.424 persones. La província és habitada majoritàriament per kurds.

## Districtes
- Beytüşşebap
- Cizre
- Güçlükonak
- İdil
- Silopi
- Şırnak
- Uludere

## Etimologia
- El nom Şırnak prové suposadament de la paraula Şehr-i Nuh, que es tradueix per Ciutat de Noè. Llavors la paraula va passar a ser Şerneh i, des d'aquí, Şırnak. La muntanya de Cudi es considera, segons l'Alcorà, el lloc on es va assentar l'Arca de Noè.
- El nom Beytüşşebap' prové de les paraules àrabs bayt i shabāb. La traducció vol dir Casa de les persones joves.
- Cizre prové de l'àrab i voldria dir Illa atès que el Tigris descriu un arc i apareix una àrea que és com una illa envoltada d'aigua.
- İdil es deia en un altre temps Beyt-Zaptdey.